# Hans Lindgren (acteur)
Hans Olov Lindgren (Österåker, 6 januari 1932 – Stockholm, 2 november 2012) was een Zweeds acteur. Daarnaast was hij ook regisseur van twee films.

## Filmografie
- Vårat gäng (1942, niet op aftiteling)
- Kajan går till sjöss (1943)
- När ungdomen vaknar (1943)
- Guttersnipes (1944)
- Den heliga lögnen (1944)
- Barnen från Frostmofjället (1945)
- Trav, hopp och kärlek (1945)
- Vår herre luggar Johansson (1945)
- Pappa sökes  (1947, niet op aftiteling)
- Kastrullresan (1950, niet op aftiteling)
- Trots (1952, niet op aftiteling)
- Bror min och jag (1953)
- Vi tre debutera (1953, niet op aftiteling)
- Bröderna Östermans bravader (1955)
- Fly mej en greve (1959)
- Av hjärtans lust (1960)
- Jag äter middag hos min mor (1961)
- Svenska Floyd (1961)
- Tre dar i buren (1963)
- Tre dar på luffen (1964)
- Pang i bygget (1965)
- Herr Dardanell och hans upptåg på landet (1965)
- Clownen Beppo (1966)
- Jeg - en marki (1967)
- Agent 0,5 och Kvarten - fattaruväl! (1968)
- Fanny Hill (1968)
- Freddy klarar biffen (1968)
- Levande bilder (1973)
- Guttersnipes (1974)
- 91:an och generalernas fnatt (1977)
- Pelle Svanslös i Amerikatt (1985)
- Hud (1986)
- Hassel - Utpressarna (1992)
- Ett sorts Hades (1996)
- Veranda för en tenor (1998)
- Muntra fruarna i Windsor (1998)
- Dödlig drift (1999)

## Televisieseries
- Niklassons (1965)
- Klart spår till Tomteboda (1968)
- Bombi Bitt och jag (1968)
- Pippi Longstocking (1969, niet op aftiteling), 6 afleveringen
- Spanarna (1983)
- Rosenbaddarna (1990)
- Mord och passion (1991)
- Den gråtande ministern (1993), 2 afleveringen
- Radioskugga (1995)
- Rederiet (1995)
- Percy tårar (1996)
- Snoken (1997)
- Pip-Larssons (1998), 2 afleveringen
- S:t Mikael (1999)
- Agnes (2001), 2 afleveringen